# روجر أديسون
روجر أديسون (بالإنجليزية: Roger Addison)‏ هو لاعب اتحاد الرغبي بريطاني، ولد في 1945 في ويلز في المملكة المتحدة، وتوفي في مارس 2010.